# Josh Schwartz
Josh Schwartz (* 6. srpna 1976, Providence, Rhode Island, USA) je americký scenárista a televizní producent. Znám je především z tvorby a výkonné produkce dramat pro televizi Fox, O.C. Pracoval na satirickém teenagerském dramatickém seriálu Super drbna natočeném podle knižní série Gossip Girl. Spoluvytvořil také akční komediální seriál společnosti NBC Chuck.
Ve 26 letech se stal nejmladším člověkem, který vytvořil televizní seriál (O.C.) a celý jej produkoval. V současnosti bydlí v Los Angeles.

## Biografie
Narodil se v roce 1976 v Providence na Rhode Islandu Steavovi a Honey Schwartzovým. Oba jeho rodiče byli vynálezci hraček ve společnosti Hasbro a pracovali na hračkách jako Transformers nebo My Little Pony až do doby, než si založili vlastní společnosti. Schwartz vyrůstal na East Side v Providence na Rhode Islandu s mladším bratrem, Dannym, a mladší sestrou, Katie. Schwartz měl ambice stát se spisovatelem již od dětství. Když mu bylo sedm let, vyhrál soutěž v psaní esejí na dětském táboře. Napsal zde recenzi na právě uvedený film Rošťáci. Úvodní věta zněla „Spielberg to opět zvládl“ a mezi esejemi ostatních dětí jeho esej vyčnívala. Ve dvanácti letech měl předplacený magazín zábavního průmyslu Variety. Navštěvoval soukromou školu v Providence, Wheeler School, koedukační nezávislou denní školu pro děti od jedenácti let. Školu absolvoval v roce 1994.